# Manso de Paiva
Francisco Manso de Paiva Coimbra (Cacimbinhas, ca. 1886 — Rio de Janeiro, ca. final da década de 1960) foi um criminoso brasileiro autor da morte do senador Pinheiro Machado com uma punhalada nas costas, no saguão do Hotel dos Estrangeiros, um hotel de luxo no Rio de Janeiro, em 8 de setembro de 1915.
Galdino Siqueira foi o Promotor Público do caso, presidiu o Júri o Juiz  Manuel  da  Costa  Ribeiro,  que  também presidiu o Júri que julgou Dilermando de Assis, que  matou  Euclides da Cunha e o Júri que julgou Gilberto Amado pela morte do jornalista Aníbal Teófilo. Costa Ribeiro foi Desembargador do Tribunal  de Justiça  do Distrito  Federal posteriormente.
José Gomes Pinheiro Machado era uma figura importante e poderosa na política da época e sua morte era pregada por diversos adversários. No entanto, Manso alegou e as investigações conduzidas com pouco interesse pelo chefe de Polícia da época, Aurelino Leal, fizeram crer que ele agiu por iniciativa própria. O punhal usado no assassinato de Pinheiro Machado pertence ao acervo do Museu da República (Palácio do Catete) no Rio de Janeiro.

## Prenome
O segundo prenome do assassino de Pinheiro Machado (Francisco Manço de Paiva Coimbra) é com cedilha, conforme sua própria assinatura. Ao longo do tempo, variações equivocadas têm sido apresentadas, não só como Manso ("não sou cavalo para ser manso", dizia Manço), mas também como Mâncio e Mânsio.
Francisco Manço de Paiva Coimbra era natural do município de Cacimbinhas - hoje município de Pinheiro Machado -, distante 354 km de Porto Alegre-RS. Era filho do português Francisco de Paiva Coimbra e da brasileira Maria de Jesus Coimbra.

## Prisão
Manso de Paiva foi condenado a 30 anos de cadeia, o máximo previsto pelo Código Criminal de 1890, conforme seu artigo 294, §1º, mas recebeu indulto do então presidente Getúlio Vargas em 1935. Após recuperar a liberdade, trabalhou por algum tempo vivendo de bicos e depois tornou-se funcionário público. Em algumas ocasiões, após ter sido libertado, relembrou as razões pelas quais cometera o crime: em 1963 a 1965, esta última aos 79 anos de idade, fez ao Jornal do Brasil as seguintes declarações:
| “ | Não fui eu quem matou Pinheiro Machado. Foi a paixão de uma época". (...) "Eu sabia que iam lembrar de mim agora que mataram o presidente Kennedy. Sabia porque ninguém quer esquecer que eu, na minha juventude, fui um patriota que deixou se arrebatar pelo ódio que sentia pelo homem que havia, dias antes, assassinado estudantes indefesos nas praças de Porto Alegre. Alguém deveria vingar aquelas mortes"... "Foi tudo por paixão política. | ” |